# Franktown
Franktown és una població dels Estats Units a l'estat de Colorado. Segons el cens del 2000 tenia 99 habitants.

## Demografia
Segons el cens del 2000, Franktown tenia 99 habitants, 38 habitatges, i 29 famílies. La densitat de població era de 45 habitants per km².
Dels 38 habitatges en un 28,9% hi vivien nens de menys de 18 anys, en un 73,7% hi vivien parelles casades, en un 2,6% dones solteres, i en un 21,1% no eren unitats familiars. En el 21,1% dels habitatges hi vivien persones soles el 7,9% de les quals corresponia a persones de 65 anys o més que vivien soles. El nombre mitjà de persones vivint en cada habitatge era de 2,61 i el nombre mitjà de persones que vivien en cada família era de 3.
Per edats la població es repartia de la següent manera: un 21,2% tenia menys de 18 anys, un 8,1% entre 18 i 24, un 26,3% entre 25 i 44, un 36,4% de 45 a 60 i un 8,1% 65 anys o més.
L'edat mediana era de 43 anys. Per cada 100 dones de 18 o més anys hi havia 85,7 homes.
La renda mediana per habitatge era de 60.375 $ i la renda mediana per família de 61.500 $. Els homes tenien una renda mediana de 61.528 $ mentre que les dones 30.139 $. La renda per capita de la població era de 25.744 $. Cap de les famílies estaven per davall del llindar de pobresa.

## Poblacions més properes
El següent diagrama mostra les poblacions més properes.